# Argyll Arms

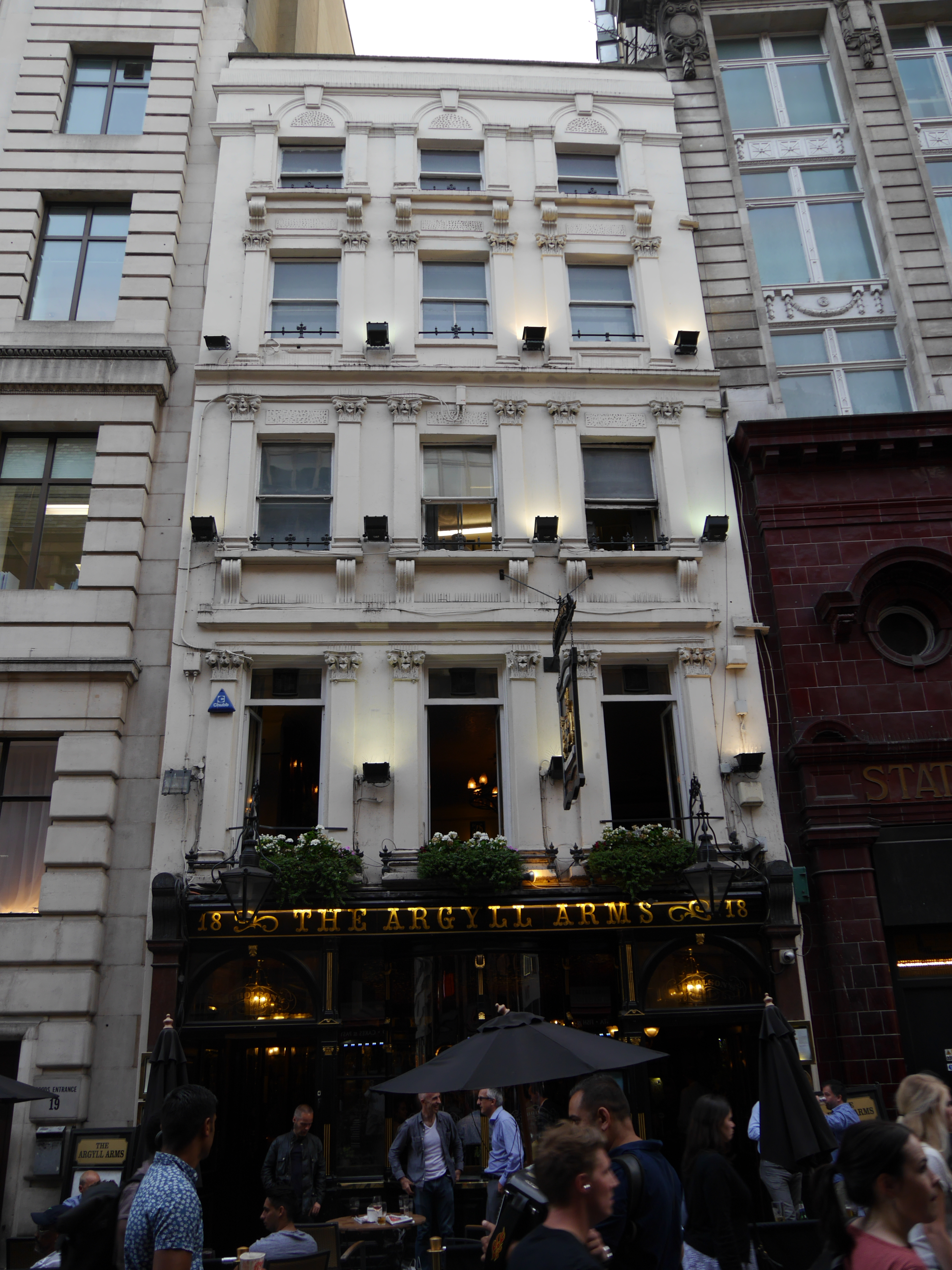
O Argyll Arms.

O Argyll Arms é um pub localizado na 18 Argyll Street, Soho, Londres. Foi construído em 1868 e alterado possivelmente em 1895 por Robert Sawyer.